# 林怡君
林怡君（1981年7月5日—），是台灣女子射擊運動員。曾獲得兩屆世界射擊錦標賽冠軍，為台灣不定向飛靶紀錄保持人。曾代表台灣參加過七屆亞運和五屆奧運。2018年亞洲運動會射擊比賽與楊昆弼參加不定向飛靶混合團體賽，資格賽以破世界紀錄的146分晉級決賽，決賽以42分敗給黎巴嫩組合奪銀。

## 個人背景
- 中華民國國家級運動教練
- 中華民國射擊A級教練
- 桃園縣體育會射擊裁判
- 桃園縣體育會射擊教練
- 指導教練為：蔡志成 先生
- 中華奧林匹克委會委員
- 中華民國奧林匹克運動員委員會委員

## 射擊運動成就
- 1998年：
  - 臺灣區運動會男女混合賽雙不定向飛靶個人第三名。
  - 曼谷亞運雙不定向飛靶個人第七名。
- 1999年：
  - 全國運動會雙不定向飛靶個人第三名。
  - 馬來西亞亞洲射擊錦標賽雙不定向飛靶個人第三名（取得奧運參賽資格）。
- 2000年：
  - 澳洲雪梨奧運雙不定向飛靶個人第四名。
  - 榮獲中華民國年度最佳運動員。
- 2001年：
  - 全國運動會女子雙不定向飛靶個人第一名。
  - 埃及開羅世界飛靶射擊錦標賽雙不定向飛靶個人第二名、團體第三名。[4]
  - 韓國漢城世界盃雙不定向飛靶個人第三名。
  - 世界飛靶前八強總決賽雙不定向飛靶個人第四名。
  - 榮獲中華民國年度最佳運動員。
- 2002年：
  - 芬蘭拉蒂世界射擊錦標賽雙不定向飛靶個人第一名、團體第三名。[4]
  - 世界飛靶前八強總決賽雙不定向飛靶個人第三名。
  - 榮獲中華國年度最佳運動員。
  - 榮獲國際射擊運動聯盟公佈年度女子雙不定向飛靶項目個人世界排名第一名。
- 2003年：
  - 澳洲柏斯世界盃雙不定向飛靶個人第二名。
  - 全國運動會女子雙不定向飛靶個人第一名。
- 2004年：
  - 雅典奧運雙不定向飛靶個人第七名（破中華民國全國女子雙不定向紀錄）。
- 2005年：
  - 全國運動會女子不定向飛靶個人第一名。
  - 全國運動會女子雙不定向飛靶個人第二名。
- 2006年：
  - 卡達亞運個人第三名。
- 2007年：
  - 亞洲射擊錦標賽個人第二名。
  - 全國運動會女子不定向飛靶二連勝個人金牌，以71分破女子不定向飛靶資格賽紀錄 。
- 2008年：
  - 印度亞洲飛靶射擊錦標賽個人第一名。
  - 科威特亞洲錦標賽不定向飛靶個人第二名。
  - 東南亞射擊錦標賽個人第二名，以21分破女子不定向飛靶決賽紀錄。
- 2009年：
  - 全國運動會女子不定向飛靶三連勝個人金牌 。
- 2010年：
  - 北京世界杯個人第五名。
  - 亞洲飛靶錦標賽個人金牌(二連勝)。
  - 全國體委盃女子不定向飛靶個人第一名，以72分破自己所保持女子不定向飛靶資格賽紀錄（紀錄保持中）。
- 2011年：
  - 北京世界杯女子不定向飛靶個人第三名，並取得2012年倫敦奧運參賽資格 。
  - UAE世界杯女子不定向飛靶2011總決賽獲得世界排名第四名 。
  - 100年全運會女子不定向飛靶四連勝個人金牌及女子雙不定向飛靶個人金牌。
  - 第一屆馬來西亞公開賽、亞洲飛靶錦標賽女子不定向飛靶個人金牌(三連勝)。
- 2012年：
  - 倫敦倫敦奧運女子不定向飛靶個人第十名，亞洲排名第一名 。
- 2013年:
  - 全國運動會女子不定向飛靶個人金牌(五連勝)，女子雙不定向個人銀牌
- 2014年:
  - 新加坡東南亞射擊錦標賽女子不定向飛靶個人第一名，以73分破自己所保持女子不定向飛靶資格賽紀錄(紀錄保持中)。
- 2015年:
  - 亞塞拜然世界杯女子不定向飛靶個人第二名，並取得2016年里約奧運參賽資格。
  - 科威特亞洲錦標賽女子不定向飛靶個人第一名。
  - 亞洲射擊總會年終公佈排名:第一名。
- 2016年
  - 巴西里約世界盃女子不定向飛靶個人第一名[5]。
  - 巴西里約奧運第十七名[6]。
- 2018年
  - 雅加達亞運不定向飛靶混雙第二名
- 2019年
  - 韓國昌原世界盃女子不定向飛靶個人第五名，不定向飛靶混雙第二名
- 2023年
  - 埃及世界盃個人第二名
  - 亞塞拜然世界錦標賽個人第一名
  - 2023年世界排名第二名

## 外部連結
- NBC Olympics Profile Archive.today的存檔，存档日期2013-04-11
- 國際射擊運動聯盟運動員介紹 （页面存档备份，存于）